# داف جيبسون
داف جيبسون هو متزلج صدري كندي، ولد في 11 أغسطس 1966 في فاوجان في كندا.

## وصلات خارجية
- داف جيبسون على موقع IBSF (الإنجليزية)
- داف جيبسون على موقع اللجنة الأولمبية الدولية (الإنجليزية)
- داف جيبسون على موقع أوليمبيديا (الإنجليزية)
- داف جيبسون على موقع اللجنة الأولمبية الكندية (الإنجليزية)